# Flavio Salia
Flavio Salia (latino: Flavius Salia; fl. 344-348) è stato un militare e diplomatico romano dell'Impero.

## Biografia
Salia, che era un pio cristiano, fu magister equitum ("comandante della cavalleria") dell'imperatore Costante I dal 344 al 348, anno in cui esercitò anche il consolato.
Dopo il concilio di Serdica fu inviato, assieme a due vescovi, da Costante al fratello Costantino II, per recare una lettera in cui veniva richiesta la restaurazione di Atanasio (il vescovo ortodosso di Alessandria d'Egitto, deposto a seguito del suo scontro con gli ariani) sul trono episcopale di Alessandria.